# Granatnik M203
M203 – granatnik podwieszany do karabinu M16 lub karabinka M4.
Jest to broń jednostrzałowa miotająca 40 mm granaty. Minimalna bezpieczna odległość od celu wynosi 30 m. Maksymalny zasięg – 400 m. Granatnik przeznaczony jest do niszczenia celów powierzchniowych (skupisk piechoty), fortyfikacji oraz lekko opancerzonych pojazdów. M203 zastąpił granatnik M79 w latach 70. XX wieku. M203 okazał się bronią udaną, ale nie pozbawioną wad. Największymi wadami był zawodny bezpiecznik, oraz sposób ładowania. Zawodność bezpiecznika powodowała, że broń była przenoszona niezaładowana, co opóźniało oddanie pierwszego strzału. M203 jest ładowany po przesunięciu lufy do przodu i trudno załadować go nabojami z granatami o dużej długości (np. oświetlającymi). Dlatego obecnie testowany jest granatnik podwieszany XM320, który ma zastąpić M203.